# Florence Porcel
Pour les articles homonymes, voir Porcel.
Florence Porcel, née le 26 juillet 1983 à Vitry-le-François (Marne), est une vulgarisatrice scientifique, autrice, actrice, chroniqueuse de radio et animatrice audiovisuelle française.

## Biographie

### Enfance et formation
Fille aînée d’un couple d’instituteurs, Florence Porcel a grandi à Châlons-sur-Marne (Marne). En 1999, elle a 16 ans quand un cavernome donne lieu à une intervention chirurgicale.
Après son baccalauréat décroché au lycée Pierre-Bayen, elle intègre l'École de comédie musicale de Paris pour y suivre une formation de chanteuse, danseuse et comédienne pendant trois ans. Titulaire d’un DEUG d’anglais à l'université Paris Sorbonne - Paris IV, elle poursuit ensuite des études d’information et communication à l'université Sorbonne Nouvelle - Paris 3 et sort diplômée d’un master 2 en journalisme culturel en 2010.

### Carrière
Florence Porcel se fait d'abord connaître sur  les réseaux sociaux, particulièrement en novembre 2009 quand à la recherche d'un contrat d’apprentissage, elle met en ligne son CV sous forme de court-métrage inspiré du film Le Fabuleux Destin d'Amélie Poulain. Malgré les dizaines de milliers de vues et un certain succès médiatique car sa video fait l'objet de reportages (notamment dans Combien ça coûte ? sur TF1 et dans un journal télévisé québécois), le résultat n’est pas à la hauteur de ses attentes : aucun média l'ayant approchée pour une interview ne lui propose le contrat d'apprentissage en journalisme culturel qu'elle désirait. Elle décroche par un autre moyen un stage à mi-temps chez Planète Campus, le site de Campus Mag, le magazine distribué gratuitement dans les universités,.
Cependant, c’est grâce à ce CV-vidéo que Cyrille de Lasteyrie, alias Vinvin, la recrute en septembre 2011 et lui confie un rôle de community manager dans l’émission Le Grand Webzé, présenté par François Rollin en direct sur France 5,.
En septembre 2012, elle est à nouveau community manager de l’émission Le Vinvinteur, présentée par Vinvin et diffusée le dimanche à 20 heures sur France 5 jusqu’en mai 2013. En tant que comédienne, elle joue également son propre rôle au sein de ce programme hybride magazine/fiction.
En août 2013, elle rejoint l’équipe de La Tête au carré, le magazine scientifique de France Inter animé par Mathieu Vidard, en tant que chroniqueuse, chaque lundi et jeudi. D'août à novembre 2014, elle co-anime le « quiz scientifique » à la fin de l'émission.
En plus de La folle histoire de l'Univers, elle développe sur sa chaîne YouTube à partir de décembre 2014 des vidéos de vulgarisation scientifique portant sur le spatial et les sciences de l'Univers.
En 2014, elle accède au second tour de la sélection du projet Mars One, qui envisage de créer une colonie sur Mars. En parallèle, elle participe en 2015 à une simulation de séjour sur Mars au sein de la Mars Desert Research Station. Elle publie la série de vidéos Comment ça Mars ? qui relate son expérience,.
En décembre 2015, elle met en ligne sur sa chaîne YouTube un documentaire de 90 minutes sur L'Exoconférence, le spectacle d'Alexandre Astier sur la vie extraterrestre. Intitulé La folle histoire de l'Exoconférence, elle s'y entretient avec Alexandre Astier qui lui répond sur sa vision du théâtre et de la culture, le partage des connaissances auprès du grand public, son rapport aux réseaux sociaux et sur les thématiques scientifiques et philosophiques abordées dans le spectacle - le tout illustré par les propos d'experts comme le comédien François Rollin, le philosophe des sciences Étienne Klein ou encore l'astronaute Michel Tognini.
En mai 2016, la société de production Effervescence lance String Theory, une chaîne YouTube de vulgarisation scientifique - Florence Porcel est l'autrice et l'interprète de Spatialiste, l'un des programmes de la chaîne, en partenariat avec le CNES. Le 19 octobre 2016, elle publie L'Espace sans gravité aux éditions Marabout, qui regroupe une trentaine d'anecdotes véridiques sur l'histoire du spatial et des sciences de l'Univers[réf. souhaitée].
Elle signe le scénario et les dialogues de Mars Horizon, une bande dessinée parue le 8 mars 2017 aux éditions Delcourt et dessinée par Erwann Surcouf. Qualifiée de « vulgarifiction », c'est la première publication d'une nouvelle collection nommée Octopus qui mêle narration et savoirs, co-éditée par l'auteur et dessinateur Boulet. Le 20 septembre 2017, cinq ans après la publication sur sa chaîne YouTube du premier épisode de La Folle Histoire de l'Univers, Florence Porcel publie La Folle Histoire du Système solaire aux Éditions Dunod, une vulgarisation scientifique présentée avec humour, adaptation littéraire de son podcast vidéo,.
À partir du 28 mai 2018, elle apparaît dans une publicité pour l'assistant Google dans le rôle de l'astronaute. Le spot est diffusé à la télévision, sur le web, et dans les salles de cinéma.
En février 2019, Florence Porcel exprime dans les médias son expérience dans le cadre de l'affaire de la Ligue du LOL.
Le 10 avril 2019, elle publie son troisième livre de vulgarisation scientifique intitulé Les big secrets de l'Univers aux Éditions Dunod, préfacé par l'astrophysicien Hubert Reeves. Le 22 novembre 2019, à l'occasion du dixième anniversaire de son CV-vidéo, elle annonce sur Twitter qu'elle arrête sa chaîne YouTube.
En 2021, elle publie deux ouvrages : un premier roman, Pandorini, inspiré de sa rencontre avec Patrick Poivre d'Arvor, ainsi que L'Humain dans l'espace, entre réel et fiction, coécrit avec l'astrophysicien Roland Lehoucq.
En 2023, elle publie Honte, chez Lattès, qui, selon Libération, est une réflexion sur le sentiment qu'elle a ressenti après avoir porté plainte contre Patrick Poivre d'Arvor pour deux viols,.

## Plaintes contre Patrick Poivre d'Arvor
En février 2021, Florence Porcel est la première femme à  déposer une plainte contre Patrick Poivre d'Arvor auprès du parquet de Nanterre. Elle accuse le journaliste de TF1 de l'avoir violée deux fois, en 2004 puis en 2009, dans un contexte d'emprise psychologique et d'abus de pouvoir,,. Patrick Poivre d'Arvor déclare ne jamais avoir eu de relations sexuelles avec Florence Porcel et dépose plainte pour dénonciation calomnieuse, affirmant qu'elle mène une opération marketing pour promouvoir son roman,. Entendu en audition le 18 mai 2021, le journaliste présente des messages échangés entre Florence Porcel et une amie, et accuse la plaignante d'être obsédée par lui et d'avoir ourdi une « machination » pour se venger. Les proches de Florence Porcel affirment que ces messages ont été tronqués,.
Au cours de l'enquête préliminaire, 22 autres femmes sont entendues et 11 autres plaintes sont déposées contre Patrick Poivre d'Arvor. 
Le vendredi 25 juin 2021, le parquet de Nanterre décide de prononcer un classement sans suite du dossier pour « insuffisance de preuves ». Selon Le Journal du dimanche, c'est le compte rendu de l'examen psychologique de Florence Porcel remettant en cause sa « sincérité » qui a joué dans la décision de la procureure de Nanterre, Catherine Denis. La psychologue a conclu que Florence Porcel ne présente « aucun symptôme psychotraumatique » et qu'« il n'y a aucune notion de situation d'emprise dans ses propos,. » La plainte pour dénonciation calomnieuse de Patrick Poivre d'Arvor contre Florence Porcel est également classée sans suite, aucun élément ne prouvant l'intention de nuire de Florence Porcel.
En novembre 2021, elle dépose une nouvelle plainte, avec constitution de partie civile, auprès du doyen des juges d'instruction de Nanterre. À la suite de cela, Patrick Poivre d'Arvor est mis en examen pour viol par « personne abusant de son autorité que lui confère sa fonction » en décembre 2023,.

## Présence médiatique résumée

### Parcours à la radio
- 2013-2014 : chroniqueuse dans La Tête au carré sur France Inter
- 2014 : présentatrice du quiz scientifique de La Tête au carré sur France Inter

### Émissions de télévision
- 2011-2012 : Le Grand Webzé (animatrice, community manager) sur France 5
- 2012-2013 : Le Vinvinteur (community manager, comédienne) sur France 5

### Émissions web
- 2011-2012 : websérie Le DailyDoc du Grand Webze (comédienne)
- Depuis 2012 : podcast vidéo La folle histoire de l'Univers (autrice, animatrice)
- Depuis 2016 : Spatialiste sur la chaîne Youtube « String Theory » (autrice, comédienne)
- 2018-2019 : Mars, le 8ème continent (comédienne, co-autrice), mini-série sur Youtube, co-écrite et réalisée par Quentin Lazzarotto, produite par NextOriginals / Bonne Pioche Télévision.

## Publications

### Livres
- L'Espace sans gravité, Vanves, Marabout, 2016, 187 p. (ISBN 978-2-501-11773-9).
- La Folle Histoire du Système solaire, Malakoff, Dunod, 2017, 174 p. (ISBN 978-2-10-076184-5).
- Les Big Secrets de l'Univers, Malakoff, Dunod, 2019, 187 p. (ISBN 978-2-10-077980-2).
- Cahier de vacances spécial espace, Paris, Albin Michel, 2019, 63 p. (ISBN 978-2-226-44292-5).
- Pandorini, Paris, Jean-Claude Lattès, 2021, 247 p. (ISBN 978-2-7096-6735-7).
- Roland Lehoucq et Florence Porcel, L'Humain dans l'espace entre réel et fiction, La Martinière, 2021, 216 p. (ISBN 978-2-7324-9748-8).
- Honte, Éditions Jean-Claude Lattès, 11 janvier 2023, 204 p. (ISBN 978-2-7096-7016-6).

### Bande dessinée
- Mars Horizon, Delcourt (collection Octopus), 2017
Scénario : Florence Porcel - Dessin et couleurs : Erwann Surcouf.

### Collectif
- Les Femmes et l'exploration spatiale in Les Meilleurs Blogues de science en français, MultiMondes, 2014 (ISBN 978-2-89544-470-1).
- Chère Florence in Lettres à l'ado que j'ai été, Flammarion, 2018, 207 p. (ISBN 978-2-08-143133-1, lire en ligne).

## Récompenses
En 2008, Florence Porcel est lauréate du concours « Vol de nuit – Spéciale 20 ans » organisé par Patrick Poivre d'Arvor pour l'anniversaire de son émission littéraire sur TF1. Elle s’exprime à ce sujet dans l’émission Vol de nuit du 16 juin 2008.
En 2012, elle gagne le troisième prix d’un concours de nouvelles de science-fiction organisé par la Cité de l'espace de Toulouse avec un texte sur les exoplanètes intitulé (m)Ondes.